# (1056) Azalea
(1056) Azalea – planetoida z grupy pasa głównego asteroid okrążająca Słońce w ciągu 3 lat i 121 dni w średniej odległości 2,23 au. Została odkryta 31 stycznia 1924 roku w Landessternwarte Heidelberg-Königstuhl w Heidelbergu przez Karla Reinmutha. Nazwa planetoidy pochodzi od azalei, kwitnącego krzewu, podgrupy rodzaju różanecznika. Przed nadaniem nazwy planetoida nosiła oznaczenie tymczasowe (1056) 1924 QD.